# 蘭切里亞河
蘭切里亞河是哥倫比亞的河流，由瓜希拉省負責管轄，河道全長150公里，發源自聖瑪爾塔內華達山脈，最終注入加勒比海，平均流量每秒7.8立方米。